# Médonville
Médonville é uma comuna francesa na região administrativa de Grande Leste, no departamento de Vosges. Estende-se por uma área de 7,27 km². Em 2010 a comuna tinha 87 habitantes (densidade: 12 hab./km²).